# Station Dortmund Stadthaus
Station Dortmund Stadthaus (Duits: Bahnhof Dortmund Stadthaus) is een S-Bahnstation in het stadsdeel Ruhrallee van de Duitse stad Dortmund. Het station ligt aan de spoorlijn Dortmund-Dorstfeld - Dortmund Süd.
Onder de naam Stadthaus is het ook een metrostation van de Stadtbahn van Dortmund.

## Treinverbindingen
| Serie | Treinsoort            | Route | Bijzonderheden |
| ----- | --------------------- | --- | -------------- |
| S 4   | S-Bahn (DB Regio NRW) | Dortmund-Lütgendortmund – Dortmund-Dorstfeld – Dortmund Stadthaus – Dortmund-Brackel – Dortmund-Wickede – Massen – Unna |                |

## Stadtbahn-lijnen

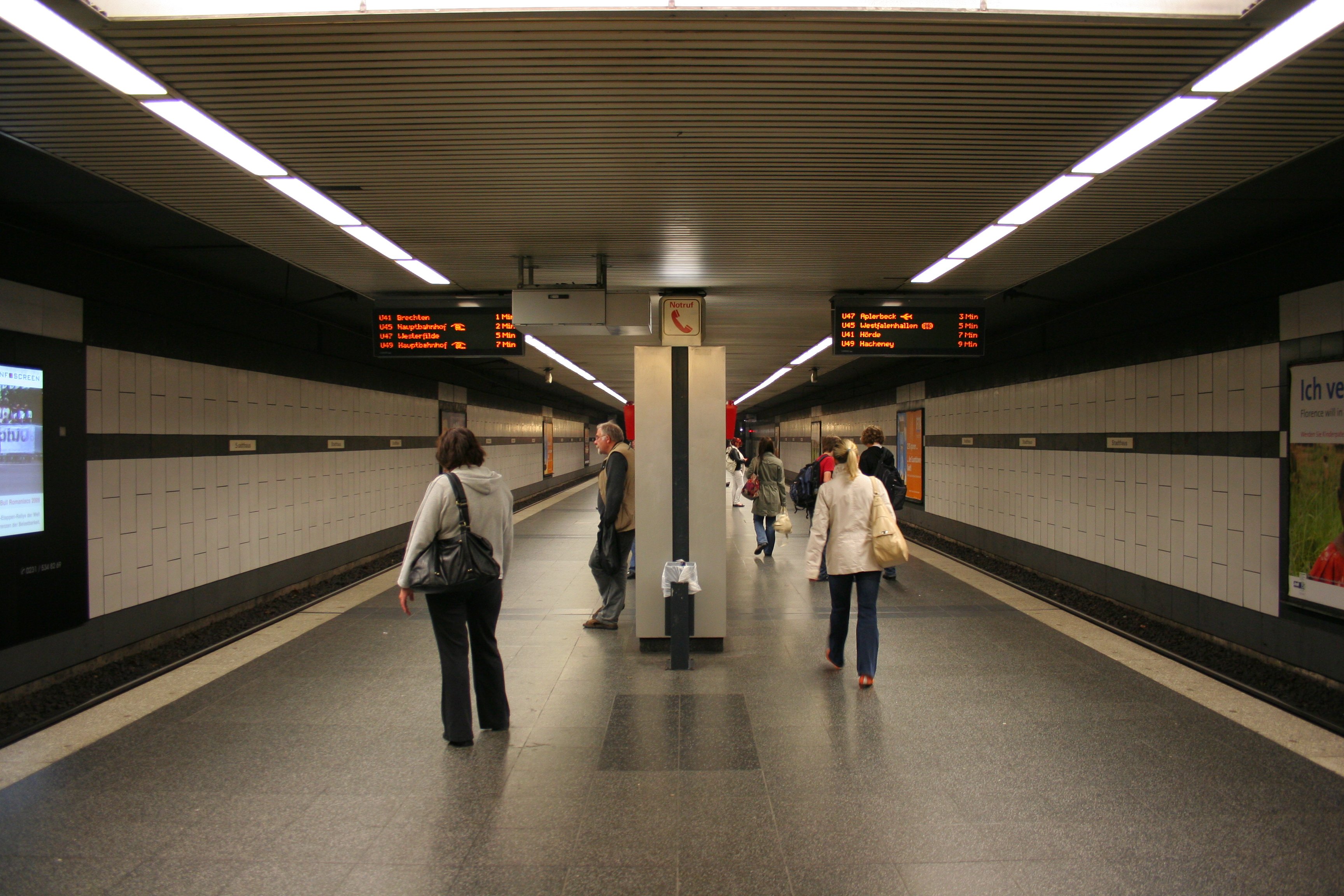
Metrostation Stadthaus van de Stadtbahn van Dortmund

| Lijn | Route | Stations (ondergrondse stations) |
| ---- | --- | -------------------------------- |
| U41  | Brambauer Verkehrshof – Brechten Zentrum – Grävingholz – Fredenbaum – Dortmund Hbf – Stadtgarten – Stadthaus – Märkische Str. – Hörde Bf – Hörde Clarenberg | 28 (12)                          |
| U45  | (Hafen – ) Dortmund Hbf – Kampstraße – Stadtgarten – Stadthaus – Markgrafenstr. – Dortmund Westfalenhallen                                                  | 8 (7)                            |
| U47  | Westerfilde – Huckarde – Hafen – Dortmund Hbf – Stadtgarten – Stadthaus – Märkische Str. – Westfalendamm – Aplerbeck                                        | 27 (8)                           |
| U49  | (Hafen – ) Dortmund Hbf – Kampstraße – Stadtgarten – Stadthaus – Markgrafenstr. – Westfalenpark – Rombergpark – Hacheney                                    | 11 (8)                           |